# Belinda (satèl·lit)
Belinda és un satèl·lit interior del planeta Urà. Descobert gràcies a les imatges proporcionades pel Voyager 2 el 13 de gener de 1986, se li va donar la designació temporal S/1986 U 5. Deu el seu nom a l'heroïna de l'obra d'Alexander Pope El rínxol violat The Rape of the Lock en anglès. També se'l coneix com a Urà XIV.
Belinda pertany al grup de satèl·lits de Pòrcia, que inclou també s Bianca, Crèssida, Julieta, Pòrcia, Rosalina, Cupid, Desdèmona i Perdita. Aquests satèl·lits presenten òrbites i propietats fotomètriques similars. Desgraciadament es coneix poca cosa més que la seva òrbita, radi de 45 km i albedo geomètrica de 0,08.
A les imatges de la Voyager 2 Belinda es mostra com un objecte allargat, amb l'eix major apuntant cap a Urà. El satèl·lit és força allargat, amb el seu eix menor 0,5 ± 0,1 vegades la llargades de l'eix major. la seva superfície presenta un color grisós.